# Thorlac
Thorlac (nórdico antiguo: Þorlákur) era un vikingo de Eysturoy, Islas Feroe en el siglo X que aparece como personaje histórico en la saga Færeyinga.
Thorlac era hermano del caudillo Tróndur í Gøtu y vivían juntos en la hacienda de su padre, conocida como Gøta, con sus respectivas familias. En el capítulo 35 de la saga, se menciona que Thorlac tuvo dos hijos, Sigurd (un hombre fuerte de rubios y rizados cabellos) y Thord (también llamado "el Bajo", por su fuerte constitución).
Tróndur y Thorlac echaron a suertes quien heredaría la hacienda paterna; Thorlac perdió y se fue a vivir a una isla vecina con su esposa.